# Comptonia (échinoderme)
Genre
Espèces de rang inférieur
- † Comptonia bruni
- † Comptonia elegans espèce type
- † Comptonia soullansensis
- † Comptonia stelcki
- † Comptonia thierryi
- † Comptonia wightensis

Comptonia est un genre éteint d'étoiles de mer de la famille des Goniasteridae et de l'ordre des Valvatida. Les espèces sont trouvées dans des terrains datant du Crétacé, en Alberta au Canada et en France.
L'espèce C. elegans est l'espèce type. Elle est décrite dans le Cénomanien (Crétacé supérieur) de France. Le spécimen type est conservé au Musée d'histoire naturelle de Londres sous le numéro BNHM E 2567. 